# Feroze Khan
Feroze Khan (* 9. September 1904 in Jalandhar, Punjab; † 21. April 2005 in Islamabad) war ein pakistanischer Hockeyspieler. Als Mitglied der indischen Nationalmannschaft wurde er 1928 bei den Olympischen Sommerspielen in Amsterdam Olympiasieger. Khan war nach dem Tod des US-amerikanischen Ruderers James Stillman Rockefeller im August 2004 der älteste noch lebende Olympiasieger.